# أوراق العام المعجزة
أوراق العام المعجزة (من اللاتينية annus mīrābilis، "العام المعجزة") هي الأوراق الأربع التي نشرها ألبرت أينشتاين في مجلة Annalen der Physik (حوليات الفيزياء) عام 1905. كانت هذه الأوراق الأربعة مساهمات رئيسية في تأسيس الفيزياء الحديثة. لقد أحدثوا ثورة في فهم العلم للمفاهيم الأساسية للمكان والزمان والكتلة والطاقة. نظرًا لأن أينشتاين نشر هذه الأوراق الهامة في عام واحد، فإن عام 1905 يُطلق عليه العام المعجزة.
أوضحت الورقة الأولى التأثير الكهروضوئي، والذي كان الاكتشاف المحدد الوحيد المذكور في الاقتباس الذي منح أينشتاين جائزة نوبل في الفيزياء. وشرح البحث الثاني الحركة البراونية، التي قادت الفيزيائيين المترددين إلى قبول وجود الذرات. قدمت الورقة الثالثة نظرية النسبية الخاصة لأينشتاين. الرابع، نتيجة لنظرية النسبية الخاصة، طور مبدأ تكافؤ الكتلة والطاقة، معبرًا عنه في المعادلة الشهيرة {\displaystyle E=mc^{2}} والتي أدت إلى الاكتشاف والاستخدام من الطاقة الذرية. هذه الأوراق الأربعة، جنبًا إلى جنب مع ميكانيكا الكم ونظرية أينشتاين اللاحقة للنسبية العامة، هي أساس الفيزياء الحديثة.